# Harrods

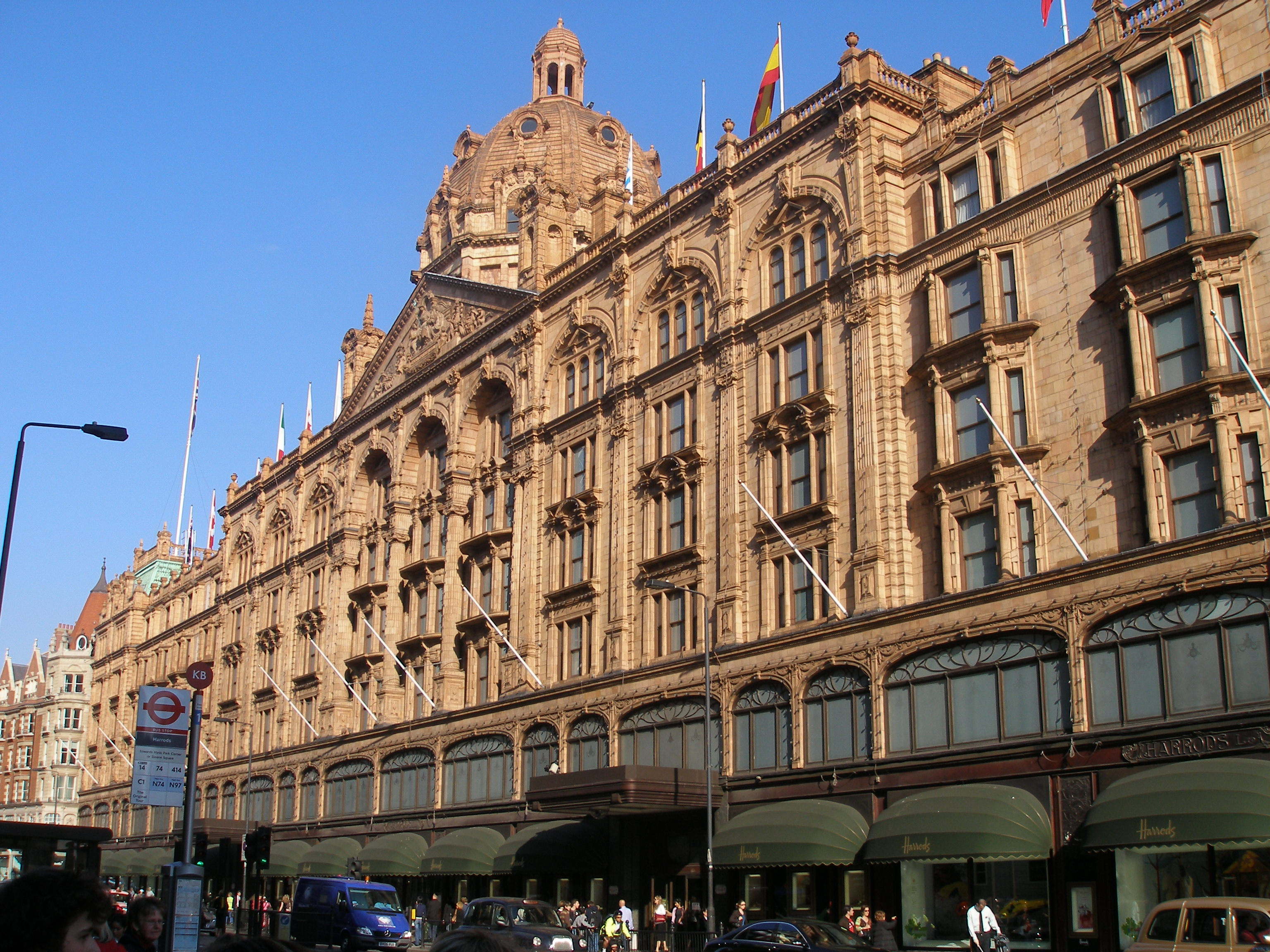

«Harrods» («Харрэдс») — самый известный универмаг Лондона. Считается одним из самых больших и модных универмагов мира. Здание находится на Бромптон-Роуд в королевском боро Кенсингтон и Челси на западе Лондона. Площадь универмага составляет 90 000 м², торговая площадь состоит из 330 отделов.

## История

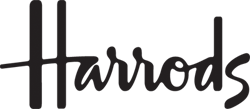
Логотип универмага

Предприятие было основано в 1824 году 25-летним Чарльзом Генри Хэрродом и началось с небольшой бакалейной лавки. В 1849 году Хэррод приобрел небольшой магазин на Бромптон-Роуд. Начав с небольшого магазина с двумя продавцами, сын Хэррода, Чарльз Дигби Хэррод к 1880 году превратил предприятие в крупный универмаг с персоналом в сто человек.
В декабре 1883 года здание полностью было уничтожено пожаром, несмотря на это, Хэррод смог получить рекордную прибыль от рождественских распродаж, так что магазин в стиле эклектики вновь появился в 1903 году на привычном лондонцам месте. Среди покупателей было немало громких имен, это Оскар Уайлд, Чарли Чаплин, Эллен Терри, Ноэл Кауард, Гертруда Лоуренс, Лоренс Оливье и Вивьен Ли, Зигмунд Фрейд, Александр Милн и многие члены королевской семьи.
В ноябре 1898 года Хэррод открыл в своём универмаге первый эскалатор в Великобритании. Особо впечатлительные посетители требовали налить им бренди для успокоения нервов после сурового испытания.
В 1922 году «Harrods» был продан, однако сохранил своё историческое название.
В 1985 году универмаг был приобретён египетским миллиардером Мохаммедом аль-Файедом, который в 2010 году продал его государственному «Катарскому инвестиционному фонду» за 1,5 млрд фунтов стерлингов.
До 2001 года «Harrods» был официальным поставщиком королевского двора для Елизаветы II, Филиппа, герцога Эдинбургского, Чарльза, принца Уэльского и королевы-матери Елизаветы. Эта привилегия кроме прочего выражалась в четырёх гербах царственных особ на фасаде универмага и приставки «поставщик двора их величеств» в официальных бумагах.

## Продукты и услуги

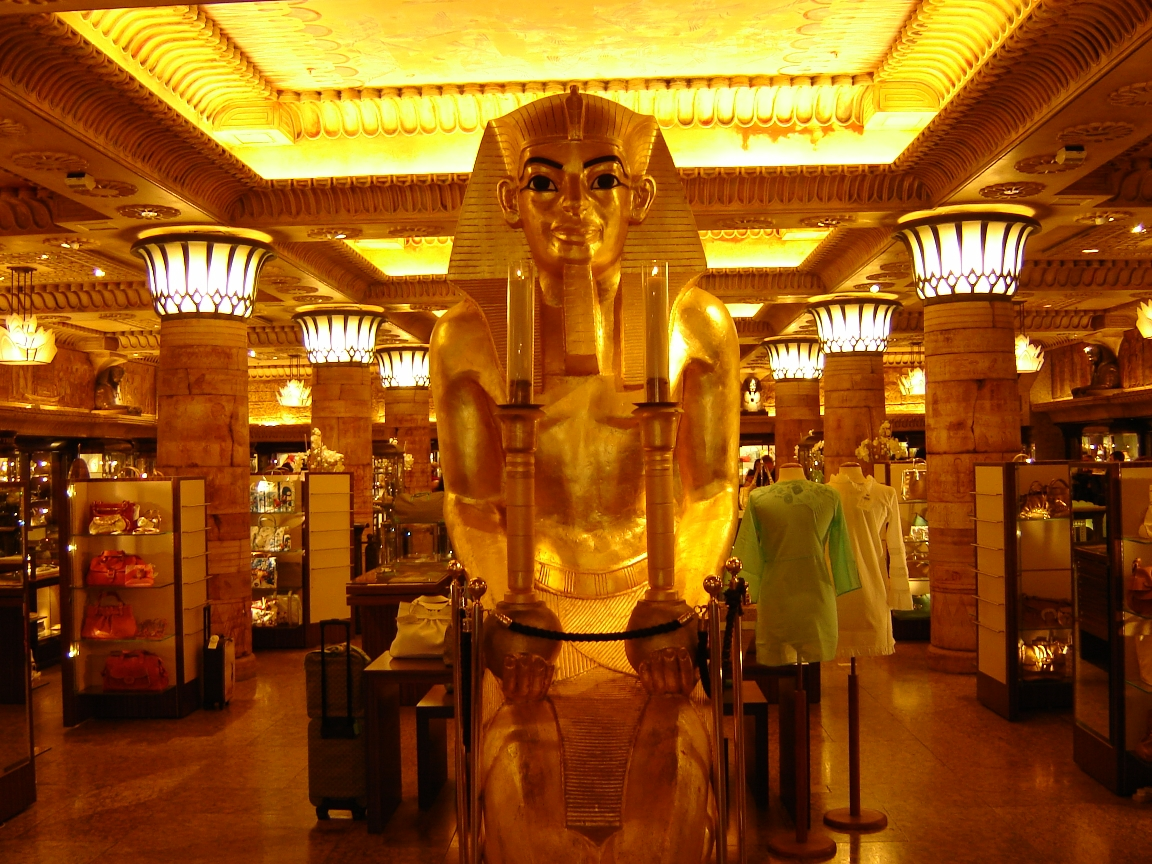
Отдел одежды, оформленный в египетском стиле в Harrods.

В универмаге существуют 330 различных отделов, которые предлагают самые разнообразные товары и услуги: одежда для женщин, мужчин, детей и младенцев, электроника, ювелирные изделия, спортивные товары, свадебные принадлежности, товары для домашних животных, игрушки, еда, товары для здоровья и красоты, а также посуду и многое другое.

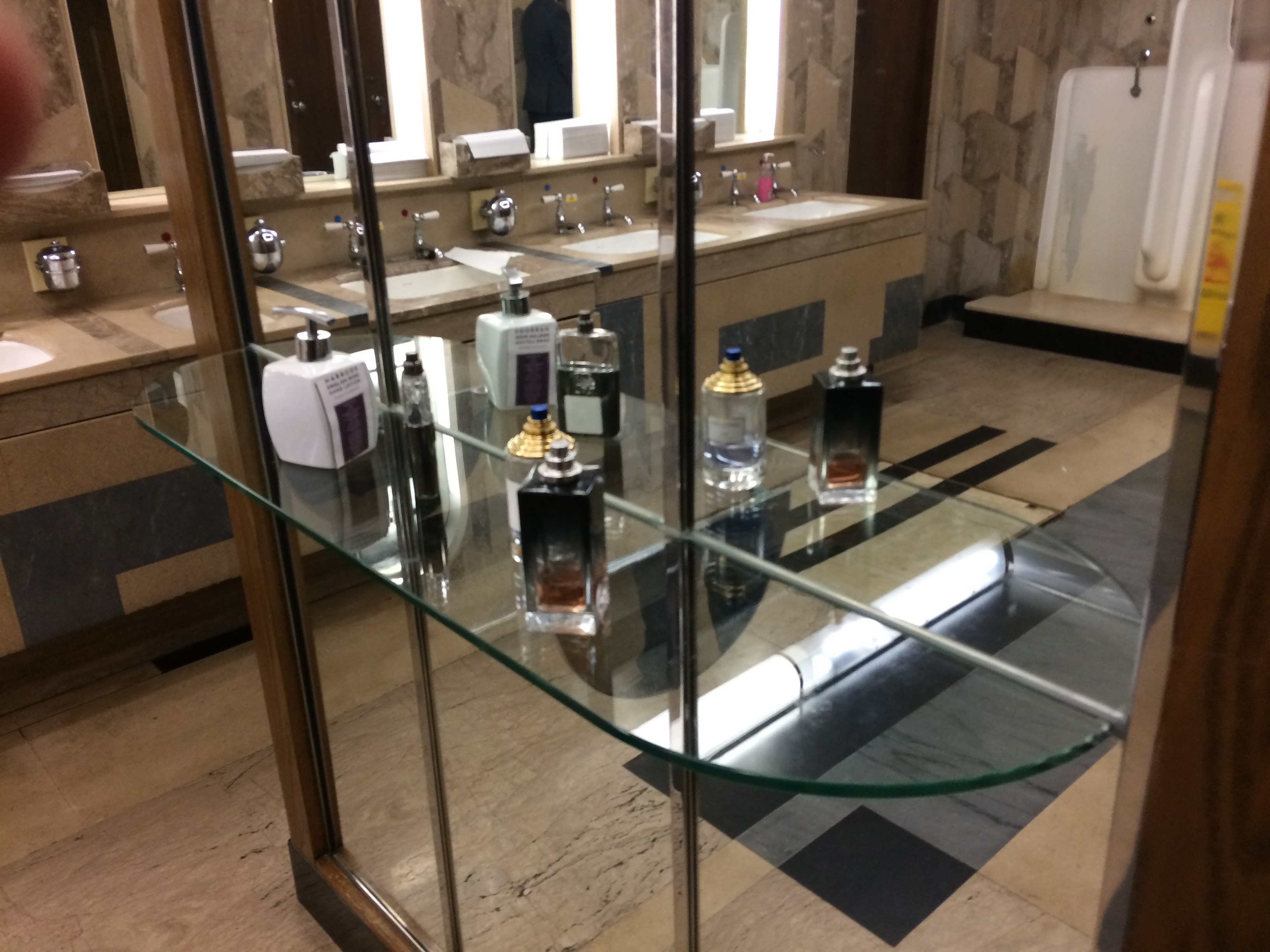
Мужской туалет в Harrods.

Репрезентативную функцию универмага осуществляют 23 ресторана, предлагающие широкий спектр блюд, от еды в пабе до высокой кухни. Универмаг также включает отделы по ремонту часов, ателье, аптеки, турфирмы, СПА, салоны красоты, парикмахерские. Помимо всего этого, универмаг осуществляет доставку еды, вин, а также заказ тортов.
До 300 000 клиентов посещают универмаг в самые загруженные дни. Это самый посещаемый подобный магазин среди туристов в Лондоне. В компании Harrods работает более пяти тысяч сотрудников из разных стран.

## Мемориалы

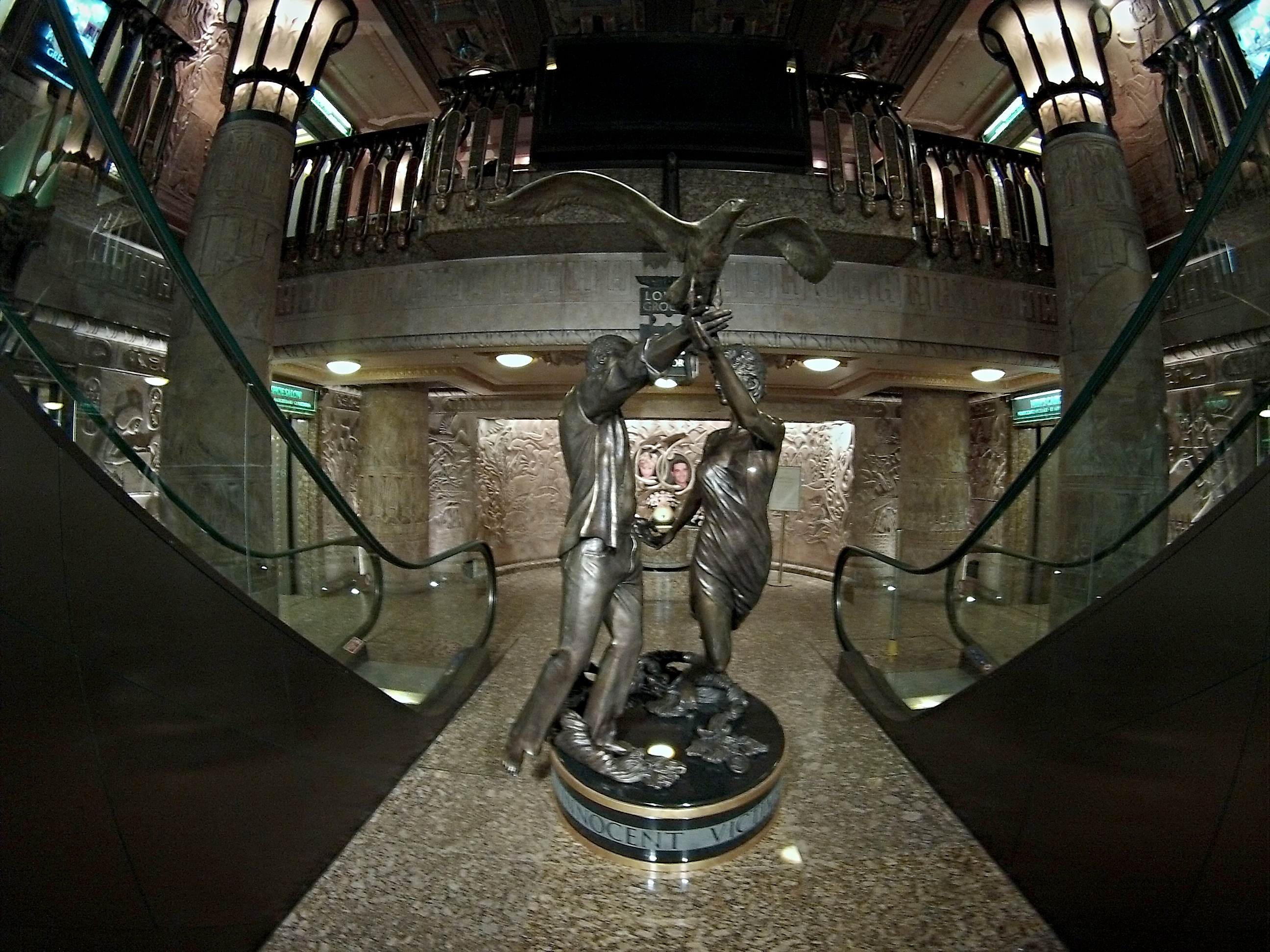
«Невинные жертвы», мемориал, посвящённый Диане, принцессе Уэльской и Доди Аль-Файеду в универмаге Harrods.

После смерти Дианы, принцессы Уэльской, и Доди Аль-Файеда, сына Мохаммеда Аль-Файеда внутри Harrods были воздвигнуты два мемориала, посвященные им, их заказал Мохаммед Аль-Файед. Один из них расположен у основания египетского эскалатора, он был открыт 12 апреля 1998 года, состоит из фотографий пары и стеклянной пирамиды, внутри которой стоит бокал, испачканный губной помадой с последнего ужина Дианы, а также помолвочное кольцо, купленное Доди в подарок Диане за день до их смерти. Второй мемориал под названием «Невинные жертвы» был открыт в 2005 году, он расположен у эскалатора, представляет собой бронзовую статую двух танцующих на пляже под крыльями птицы Альбатрос, которая символизирует «Святой дух». Скульптура была создана Уильямом Митчеллом, близким другом Аль-Файеда и художником по дизайну универмага Harrods в течение 40 лет.
После смерти Майкла Джексона Аль-Файед объявил, что они обсуждают планы строительства мемориальной статуи, посвященной певцу. Мемориал был открыт в апреле 2011 года в задней части футбольного поля Крейвен Коттедж, но снят в сентябре 2013 года по приказу нового владельца клуба, Шахида Хана.

## Дресс-код
В 1989 году компания Harrods ввела дресс-код для своих клиентов. Им запрещено входить в универмаг в униформе, велосипедных шортах, коротких шортах, бермудах или пляжных шортах, купальниках, спортивных майках, шлепанцах или сандалиях, с босыми ногами, голым животом, или в грязной одежде. Среди клиентов, не соответствовавших дресс-коду были поп-звезда Кайли Миноуг, Джейсон Донован, Люк Госс, отряд скаутов, женщина с ирокезом и вся команда донецкого футбольного клуба «Шахтёр», одетая в спортивные костюмы.

## Размер

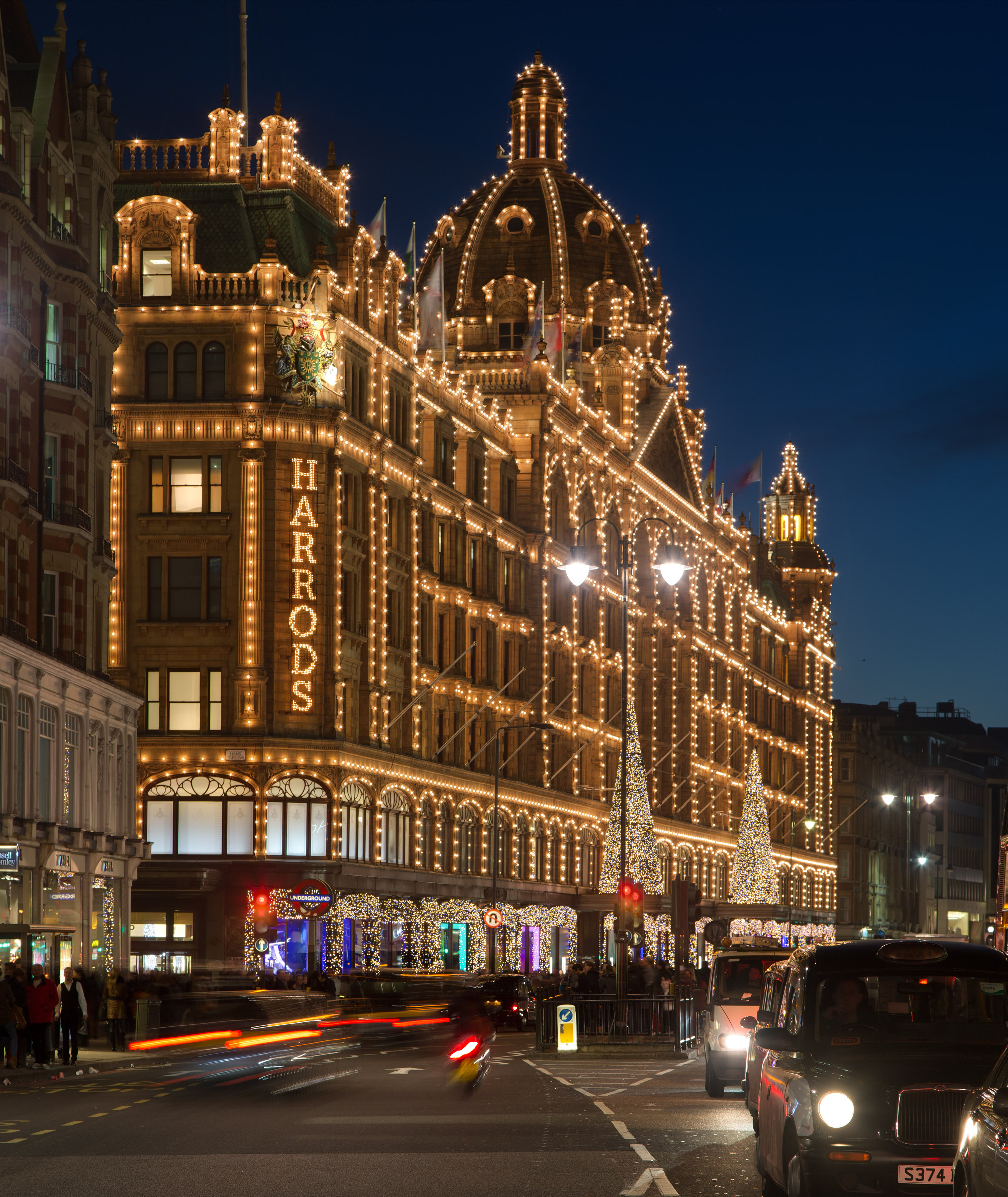
Вид на универмаг «Harrods» ночью.

Магазин занимает площадь в 5 акров (20 000 м²), в нем находится более миллиона квадратных футов (90 000 м²) торговых площадей в более чем 330 отделах, что делает его самым крупным универмагом в Европе. Второй по величине магазин Великобритании, «Selfridges, Oxford Street», занимает чуть более половины площади с 540 000 квадратных футов (50 000 м²) торговой площади. Для сравнения, второй по величине универмаг Европы «Kaufhaus des Westens» в Берлине занимает торговую площадь в 650 000 квадратных футов (60 000 м²).

## Критика

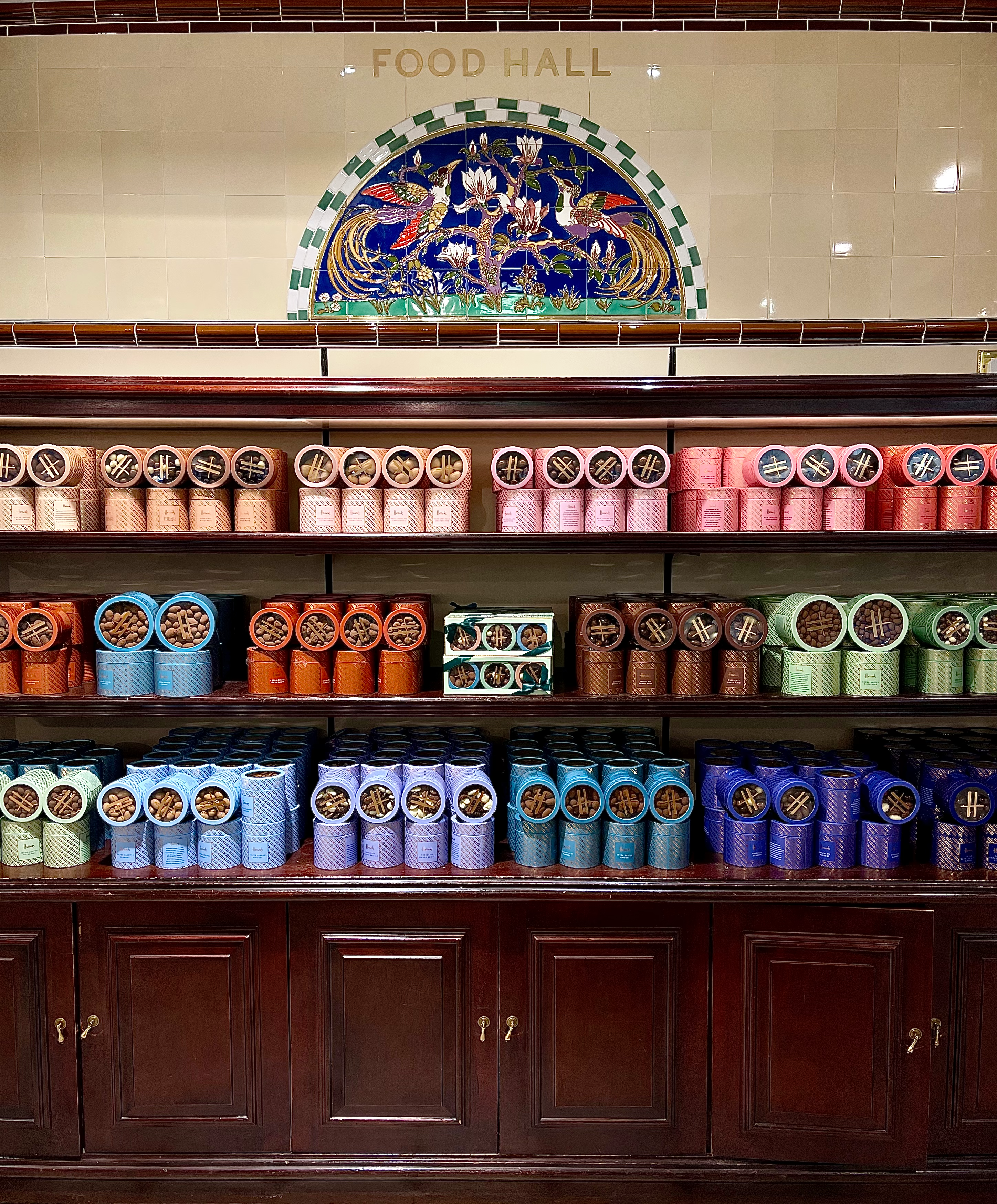

Harrods и Мохаммед Аль-Файед в частности подверглись критике за продажу настоящего меха животных, а также за регулярные протесты, организованные за пределами Harrods. Harrods является единственным универмагом в Великобритании, который продолжает продавать меха. В 2004 году Harrods подвергся резкой критике со стороны индуистской общины за коллекцию женского нижнего белья от Роберто Кавалли, на котором были изображены индийские богини. В итоге эта коллекция была снята с прилавков, а Мохаммед Аль-Файед принес официальные извинения.
Журналист The Guardian, Сали Хьюз, назвала компанию Harrods сексистской за то, что руководство универмага запрещало своим сотрудницам появляться на работе без макияжа. Универмаг также подвергся критике после того, как появились сообщения о том, что сотрудники Harrods заставили свою потенциальную сотрудницу, чернокожую женщину, химически выпрямить свои волосы, так как по их мнению ее естественная прическа выглядела «непрофессионально».
Рестораны и кафе Harrods предусмотрели дискреционную плату за обслуживание клиентов в размере 12,5 %, но не делились всей выручкой с кухонным и обслуживающим персоналом. Несколько сотрудников обратилось в союз «United Voices of the World», который утверждал, что 483 сотрудника теряют в чаевых до 5000 фунтов стерлингов каждый год. 